# 맥라렌 F1 LM
맥라렌 F1 LM(영어: McLaren F1 LM)은 맥라렌 F1을 기반으로 제작된 레이스 카이다.

## 백그라운드

### 사양

#### 전비중량
맥라렌 F1 LM의 전비중량은 1,062 kg이다.

#### 타이어
맥라렌 F1 LM은 Michelin SX-MXX3 타이어를 사용하며 특별히 설계된 18인치 (457mm) 마그네슘 합금 휠을 사용한다.

#### 브레이크
GTR의 탄소 세라믹 브레이크는 LM에 없으며 브레이크의 전면 및 후면 캘리퍼는 1995년식 F1 GTR의 냉각 시스템을 사용하여 환기되는 4개의 피스톤 모노블록 경합금 캘리퍼이다.

## 통계
F1 LM은 기어와 전체 트랙 성능에서 맥라렌 F1 로드카의 가장 빠른 구현으로 간주된다.시작 시 휠 스핀으로 인해 0-100 mph (161 km/h) 테스트 시간이 3.9초, 0-100 mph (161 km/h)에 6.7초가 소요되며 한때 다음을 포함한 많은 세계 기록 보유자였다. 0-100-0mph 기록은 케임브리지셔에 있는 영국 공군 알콘베리의 사용되지 않는 공군 기지에서 앤디 월리스가 운전할 때 11.5초(828 피트 or 252 미터)에 완료되었다.

### 가속력
- 0–60 mph (97 km/h): 3.9초[3]
- 0–100 mph (161 km/h): 6.7초[3]

### 최고 속도
맥라렌 F1의 최고속도는 225 mph (362 km/h)이다.

## 비디오 게임에서의 등장
- 아스팔트 9: 레전드